# Glebowskoje (rejon jarosławski)
Glebowskoje (ros. Глебовское) – wieś (dieriewnia) w Rosji, w obwodzie jarosławskim, w rejonie jarosławskim. W 2010 liczyła 887 mieszkańców.